# Municipio de Washington (condado de Pottawattamie)
El municipio de Washington (en inglés: Washington Township) es un municipio ubicado en el condado de Pottawattamie en el estado estadounidense de Iowa. En el año 2010 tenía una población de 414 habitantes y una densidad poblacional de 4,5 personas por km².

## Geografía
El municipio de Washington se encuentra ubicado en las coordenadas 41°17′21″N 95°33′20″O / 41.28917, -95.55556. Según la Oficina del Censo de los Estados Unidos, el municipio tiene una superficie total de 92.05 km², de la cual 92,05 km² corresponden a tierra firme y (0 %) 0 km² es agua.

## Demografía
Según el censo de 2010, había 414 personas residiendo en el municipio de Washington. La densidad de población era de 4,5 hab./km². De los 414 habitantes, el municipio de Washington estaba compuesto por el 96,86 % blancos, el 0,24 % eran afroamericanos, el 0,72 % eran asiáticos, el 0,97 % eran de otras razas y el 1,21 % eran de una mezcla de razas. Del total de la población el 2,42 % eran hispanos o latinos de cualquier raza.